# Tensore di Einstein
Il tensore di Einstein esprime la curvatura dello spaziotempo nell'equazione di campo di Einstein per la gravitazione in teoria della relatività generale. 

## Definizione
Il tensore di Einstein è definito come
{\displaystyle G_{\mu \nu }=R_{\mu \nu }-{\frac {1}{2}}R\,g_{\mu \nu }.}
In questa espressione {\displaystyle R_{\mu \nu }} è il tensore di Ricci, {\displaystyle g_{\mu \nu }} è il tensore metrico e {\displaystyle R} è la curvatura scalare. Per ottenere il tensore di Einstein si contrae due volte la seconda identità di Bianchi
{\displaystyle g^{\beta \nu }g^{\alpha \mu }\left(\nabla _{\lambda }R_{\alpha \beta \mu \nu }+\nabla _{\mu }R_{\alpha \beta \nu \lambda }+\nabla _{\nu }R_{\alpha \beta \lambda \mu }\right)=0}
Contraendo gli indici e tenendo conto dell'antisimmetria del tensore di Riemann, si ottiene
{\displaystyle \nabla _{\lambda }R_{\nu }^{\nu }-\nabla _{\mu }R_{\lambda }^{\mu }-\nabla _{\nu }R_{\lambda }^{\nu }=0}
Contraendo l'indice {\displaystyle \nu }, assimilando il secondo e il terzo termine e cambiando i segni abbiamo 
{\displaystyle 2\nabla _{\mu }R_{\lambda }^{\mu }-\nabla _{\lambda }R=0}
Facendo uso della relazione {\displaystyle \nabla _{\mu }\left(2R_{\lambda }^{\mu }-\delta _{\lambda }^{\mu }R\right)=2\nabla _{\mu }R_{\lambda }^{\mu }-\nabla _{\lambda }R}, possiamo riscrivere l'equazione precedente come
{\displaystyle \nabla _{\mu }\left(2R_{\lambda }^{\mu }-\delta _{\lambda }^{\mu }R\right)=0}
che è detta seconda identità di Bianchi contratta due volte. Moltiplicando entrambi i membri per {\displaystyle g^{\nu \lambda }} abbiamo 
{\displaystyle \nabla _{\mu }\left(2R^{\nu \mu }-g^{\nu \mu }R\right)=0}
ovvero 
{\displaystyle \nabla _{\mu }\left(R^{\nu \mu }-{\frac {1}{2}}g^{\nu \mu }R\right)=0}
Abbassando gli indici, e tenendo conto che sia il tensore metrico che il tensore di Ricci sono simmetrici, possiamo scrivere 
{\displaystyle \nabla ^{\mu }\left(R_{\mu \nu }-{\frac {1}{2}}g_{\mu \nu }R\right)=0}
La quantità tra parentesi coincide con la definizione di {\displaystyle G_{\mu \nu }} data sopra.

## Proprietà

### Derivata covariante
La proprietà cruciale che caratterizza il tensore di Einstein è l'identità
{\displaystyle \nabla _{\mu }G^{\mu \nu }=0}
conseguenza della seconda identità di Bianchi. In altre parole, il tensore di Einstein ha divergenza nulla. 
Questa proprietà può essere dimostrata nel modo seguente. La seconda identità di Bianchi recita:
{\displaystyle \nabla _{\lambda }R_{\rho \sigma \mu \nu }+\nabla _{\rho }R_{\sigma \lambda \mu \nu }+\nabla _{\sigma }R_{\lambda \rho \mu \nu }=0,\,\!}
Possiamo contrarre due volte questa uguaglianza usando il tensore metrico inverso:
{\displaystyle g^{\nu \sigma }g^{\mu \lambda }(\nabla _{\lambda }R_{\rho \sigma \mu \nu }+\nabla _{\rho }R_{\sigma \lambda \mu \nu }+\nabla _{\sigma }R_{\lambda \rho \mu \nu })=0}
e otteniamo
{\displaystyle \nabla ^{\mu }R_{\rho \mu }-\nabla _{\rho }R+\nabla ^{\nu }R_{\rho \nu }=0.}
In altre parole:
{\displaystyle 2\nabla ^{\mu }R_{\rho \mu }-\nabla _{\rho }R=0.}
L'ultima equazione è possibile riscriverla nella forma:
{\displaystyle \nabla _{\rho }{R^{\rho }}_{\mu }={1 \over 2}\nabla _{\mu }R\,,}
che risulta essere identica alle classiche identità di Bianchi contratte pubblicate per la prima volta dal matematico tedesco Aurel Voss nel 1880.

### Traccia
La traccia del tensore di Ricci è la curvatura scalare {\displaystyle R}. La traccia {\displaystyle G} del tensore di Einstein in dimensione {\displaystyle n} può essere calcolata nel modo seguente: 
{\displaystyle {\begin{aligned}g^{\mu \nu }G_{\mu \nu }&=g^{\mu \nu }R_{\mu \nu }-{1 \over 2}g^{\mu \nu }g_{\mu \nu }R\\G&=R-{1 \over 2}(nR)\\G&={{2-n} \over 2}R\end{aligned}}}
In dimensione {\displaystyle n=4} il tensore di Einstein ha quindi traccia {\displaystyle -R}, opposta a quella del tensore di Ricci.
In dimensione {\displaystyle n=2} (varietà conformemente piatta) il tensore di Einstein ha traccia nulla.